# Megachile maculosella
Megachile maculosella är en biart som beskrevs av Pasteels 1965. Megachile maculosella ingår i släktet tapetserarbin, och familjen buksamlarbin. Inga underarter finns listade i Catalogue of Life.